# 267
Криза Римської імперії у 3 столітті. Період тридцяти тиранів. Правління імператора Галлієна. У Китаї завершується період трьох держав, в Японії триває період Ямато, в Індії період занепаду Кушанської імперії, у Персії править династія Сассанідів.
На території лісостепової України Черняхівська культура. У Північному Причорномор'ї готи й сармати.

## Події
- У Пальмірському царстві Меоній, двоюрідний брат правителя Одената, вбиває його та співправителя Герода. Владу захоплює вдова Одената Зенобія, яка править від імені її сина та спадкоємця трону Вабаллата.

## Померли
- Оденат